# Czernidłówka końska
Czernidłówka końska, czernidłak koński (Coprinopsis radiata (Bolton) Redhead, Vilgalys & Moncalvo) – gatunek grzybów należący do rodziny kruchaweczkowatych (Psathyrellaceae).

## Systematyka
Pozycja w klasyfikacji według Index Fungorum: Coprinopsis, Psathyrellaceae, Agaricales, Agaricomycetidae, Agaricomycetes, Agaricomycotina, Basidiomycota, Fungi.
Po raz pierwszy opisał go w 1788 r. James Bolton, nadając mu nazwę Agaricus radiatus. Obecną nazwę nadali mu w 2001 r. Scott Alan Redhead, Rytas J. Vilgalys i Jean-Marc Moncalvo. Pozostałe synonimy:
- Coprinopsis macrocarpa (Atri, A. Kaur & M. Kaur) P. Voto 2019
- Coprinopsis radiata var. macrocarpa Atri, A. Kaur & M. Kaur 2013
- Coprinus radiatus (Bolton) Pers. 1797

Polską nazwę zarekomendował Władysław Wojewoda w 2003 r. (dla synonimu Coprinus radiatus). Po przeniesieniu go do rodzaju Coprinopsis stała się niespójna z nową nazwą naukową. W 2025 r. Komisja ds. Polskiego Nazewnictwa Grzybów przy Polskim Towarzystwie Mykologicznym zarekomendowała dla rodzaju Coprinopsis polską nazwę „czernidłówka”.

## Morfologia
Kapelusz
Szerokość 2,7–2,9 cm, wysokość 1,3–2 cm, początkowo dzwonkowaty, potem rozpłaszczający się z szerokim, szarobrązowym garbkiem. Brzeg nieregularny, rozszczepiający się, prążkowany, po osiągnięciu dojrzałości półprzeźroczysty i ulegający autolizie. Powierzchnia spoczątkowo żółtawobrązowa, potem szaroczarna. Osłona kapelusza łuskowata, łuski żółtawoszare, ściśle przylegające do powierzchni, bardziej skupione wzdłuż wierzchołka. Skórka niełuszcząca się.
Blaszki
Wolne, nierówne, dość rzadkie, umiarkowanie szerokie, rozpływające się, najpierw żółtawobiałe, na końcu szaroczarne.
Trzon
Wysokość 3,1–4,6 cm, grubość 0,7–1,2 cm, cylindryczny, pełny, zwężający się ku dołowi, tu nasady z grzybnią (pseudoryzomorfy). Powierzchnia biała, niezmienna, gładka. Pseudoryzomorfy pełne, biała, do 1,7 cm długości. Brak pierścienia.
Cechy mikroskopowe
Miąższ
O grubości 0,1 cm, po dotknięciu zmieniający barwę na szaroczarną. Smak i zapach niecharakterystyczny.
Wysyp zarodników
Czarny.
Cechy mikroskopowe
Zarodniki 12–14,4 × 6,8–8,5 µm (Q = 1,72), elipsoidalne, z centralną porą rostkową, grubościenne, gładkie, czerwonobrązowe. Podstawki 18,7–29 × 8,5–11 µm, szypułkowate, maczugowate, 4-zarodnikowe, cienkościenne, bezbarwne ze sterygmami o długości 2,5–4,3 µm. Obecne nibywstawki. Cheilocystydy 19,5–46 × 18,7–35,7 µm, elipsoidalne, maczugowate do szeroko maczugowatych, cienkościenne, bezbarwne. Pleurocystydy 25,5–73 × 19,5–44,3 µm, prawie kuliste, maczugowate, cienkościenne, szkliste. Skórka kapelusza na całej powierzchni pokryta osłoną składającą się z nitkowatych łańcuchów cylindrycznych, septowanych, cienkościennych, szklistych strzępek o szerokości 3,4–15,3 µm szerokich strzępek z końcowymi elementami zwężającymi się ku górze. Sprzążki obecne w miąższu trzonu i w elementach osłony.

## Występowanie i siedlisko
W Polsce do 2003 r. podano 8 stanowisk, w późniejszych latach podano wiele następnych. Aktualne stanowiska podaje także internetowy atlas grzybów. Znajduje się w nim na liście gatunków zagrożonych i wartych objęcia ochroną.
Saprotrof, grzyb koprofilny występujący na odchodach koni i bydła.